# Мир шкатулок
«Мир шкатулок» — негосударственный (частный) тематический коллекционный научно-просветительский музей декоративно-прикладного искусства, первый в России и единственный в мире тематический музей шкатулок.
Музей был открыт 27 сентября 2014 года в Год культуры в России и Международный День туризма. Расположен музей в городе Ставрополь.
В коллекции музея, которая ведёт свою историю с 1990 года, более 3200 экспонатов из 109 стран мира, представлены все материки, кроме Антарктиды. Третью часть собрания составляют шкатулки российского производства.
Собраны шкатулки из самых разнообразных материалов:
— традиционные — керамика, фарфор, фаянс, дерево, береста, папье-маше, стекло, хрусталь, поделочные и полудрагоценные камни, кость и рог, металлы и сплавы, ржаная и рисовая соломка, кожа, ткани, бисер и др.;
— нетрадиционные (даже необычные) — оргстекло, бумага, солёное тесто, мыло, воск, цемент, древесина кактуса, соцветия гвоздичного дерева, кора коричного дерева, плоды тыквы, кокосовый орех, косточки персика, бумажный шпагат, иглы сосны, иглы дикобраза, вишневые хвостики, листья кукурузы.
В коллекции представлены:
— российские народные художественные промыслы — лаковая миниатюра, каслинское литьё, резьба по камню и кости, казаковская филигрань, ростовская финифть, усольская эмаль, гусевской и дятьковский хрусталь, ярославская майолика, императорский, дулёвский и хайтинский фарфор, семикаракорский и конаковский фаянс, гжель и др.;
— мировые художественные центры — Meissen (Германия), Limoges (Франция), Wedgwood (Великобритания), Bohemia (Чехия), Boleslawiec (Польша), Kütahya, Iznik (Турция) и др.;
— международные бренды — Villeroy & Boch, Goebel (Германия), Harmony Kingdom (Великобритания), Deruta, Pavone (Италия), Herend, Hollóháza (Венгрия), Florenza, Lenox, Fenton (США), Servin (Мексика), Inarco, Lefton (Япония) и др.
Из российских народных промыслов наибольшее внимание уделено Гжели — одному из старейших промыслов нашей страны, известному с 1339 года. В музее собрана коллекция гжельских шкатулок (около 250 экспонатов) как с традиционной кобальтовой, так и с многоцветной росписью.
Особое место в коллекции занимает кисловодский фарфор (более 70 экспонатов) — народный художественный промысел Ставропольского края, а также авторские работы мастеров Ставрополья. Кроме шкатулок в коллекции есть небольшое собрание статуэток с изображением шкатулок (ларцов, сундуков).
Музей располагает собственной библиотекой, в которой собраны книги по истории и географии изготовления шкатулок, российским народным художественным промыслам и некоторым европейским производствам. Собрана коллекция открыток с изображением шкатулок (сундуков, ларцов) в интерьере, литературных произведениях, на картинах известных художников.
Музей имеет две номинации Книги рекордов России:
1) Коллекция музея зарегистрирована в категории «Самая большая частная коллекция шкатулок — 1950 экземпляров из 93 стран мира», диплом от 25 июня 2014 года;
2) Музей «Мир шкатулок» зарегистрирован в категории «Первый музей шкатулок», диплом от 14 ноября 2014 года (данная номинация является неоспариваемой).

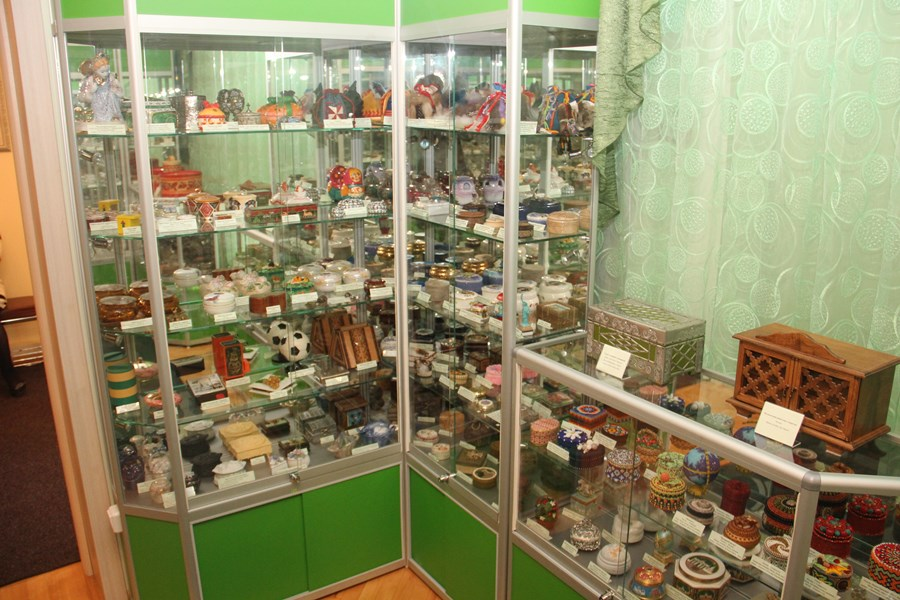
Музей «Мир шкатулок», зелёный зал

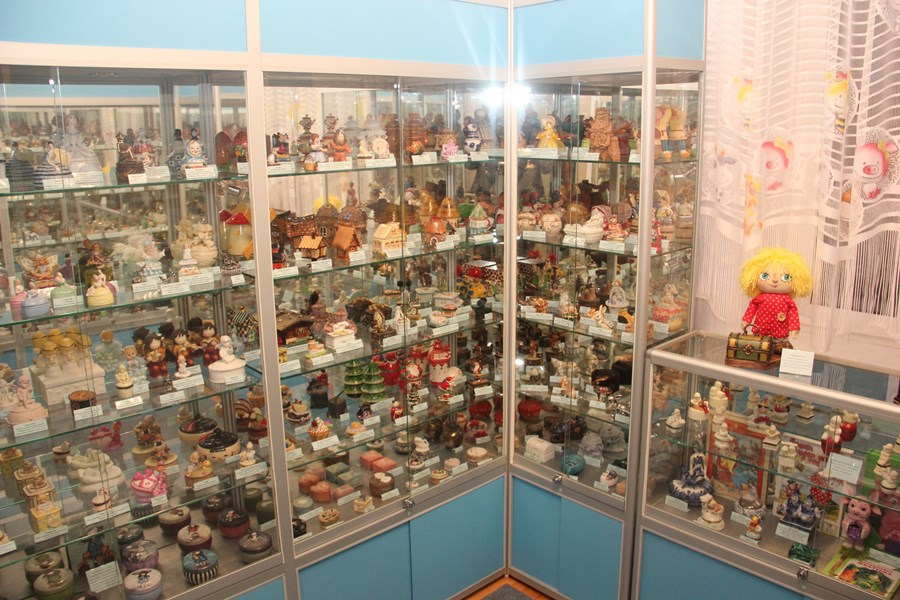
Музей «Мир шкатулок», голубой (детский) зал